# ويليم جانسين
ويليم جانسين (بالهولندية: Willem Janssen)‏ (و. 1986  م) هو لاعب كرة قدم، من مملكة هولندا، ولد في نايميخن، يلعب كلاعب وسط.

## روابط خارجية
- ويليم جانسين على موقع الاتحاد الأوربي (الإنجليزية)
- ويليم جانسين على موقع قاعدة بيانات كرة القدم.إي يو (الإنجليزية)
- ويليم جانسين على موقع Soccerway.com (الإنجليزية)
- ويليم جانسين على موقع عالم كرة القدم.نت (الإنجليزية)
- ويليم جانسين على موقع AS.com (الإسبانية)